# Casa Fages
La Casa Fages és un edifici del municipi de Figueres (Alt Empordà) que forma part de l'Inventari del Patrimoni Arquitectònic de Catalunya.

## Descripció
Edifici situat a la part baixa de la Rambla de Figueres en ple centre històric. És un edifici amb tres façanes, totes ordenades basant-se en arcs de mig punt, que comprenen planta baixa i entresol. Hi ha una zona intermèdia de dos pisos amb balconades, seguides al primer pis i soltes al segon, i coronada per cornisa. I una zona superior, que correspon a l'altell cobert per la terrassa. La façana principal, al carrer Enginyers, presenta decoracions florals entorn de la balconada central i de tipus geomètric (ovalats) entre els arcs de mig punt de la planta baixa. Destaca la modulació de la façana amb lleus cossos sortints en els extrems i cantonades, i disposició tradicional de la degradació de balcons i obertures a mesura que guanya en alçada.

## Història
La Casa Fages, casa natal del poeta Carles Fages de Climent, va ser una de les primeres cases plurifamiliars importants de la Rambla. Localitzada al final de la Rambla i a l'inici del carrer Monturiol, fou construïda al final del cobriment de la riera.